# Minnie and Moskowitz
Minnie and Moskowitz is een Amerikaanse dramafilm uit 1971 onder regie van John Cassavetes.

## Verhaal
De vereenzaamde museumcuratrice Minnie Moore is teleurgesteld in de liefde. Ze leert op een dag de sjofele parkeerwachter Seymour Moskowitz kennen. Ondanks hun botsende persoonlijkheden beginnen ze een romance.

## Rolverdeling
| Acteur               | Personage         |
| -------------------- | ----------------- |
| Gena Rowlands        | Minnie Moore      |
| Seymour Cassel       | Seymour Moskowitz |
| Val Avery            | Zelmo Swift       |
| Timothy Carey        | Morgan Morgan     |
| Katherine Cassavetes | Sheba Moskowitz   |
| Elizabeth Deering    | Meisje            |
| Elsie Ames           | Florence          |
| Lady Rowlands        | Georgia Moore     |
| Holly Near           | Ier               |
| Judith Roberts       | Vrouw             |
| Jack Danskin         | Dick Henderson    |
| Eleanor Zee          | Mevrouw Grass     |
| Sean Joyce           | Ned               |
| David Rowlands       | Priester          |